# Chirita bicolor
Chirita bicolor är en tvåhjärtbladig växtart som beskrevs av Wen Tsai Wang. Chirita bicolor ingår i släktet Chirita och familjen Gesneriaceae. Inga underarter finns listade i Catalogue of Life.